# 薩爾梅什河
薩爾梅什河是俄羅斯的河流，由奧倫堡州負責管轄，屬於薩克馬拉河的右支流，河道全長193公里，流域面積7,340平方公里，河水主要來自融雪，每年十一月至翌年四月結冰。